# Проєкційна клавіатура

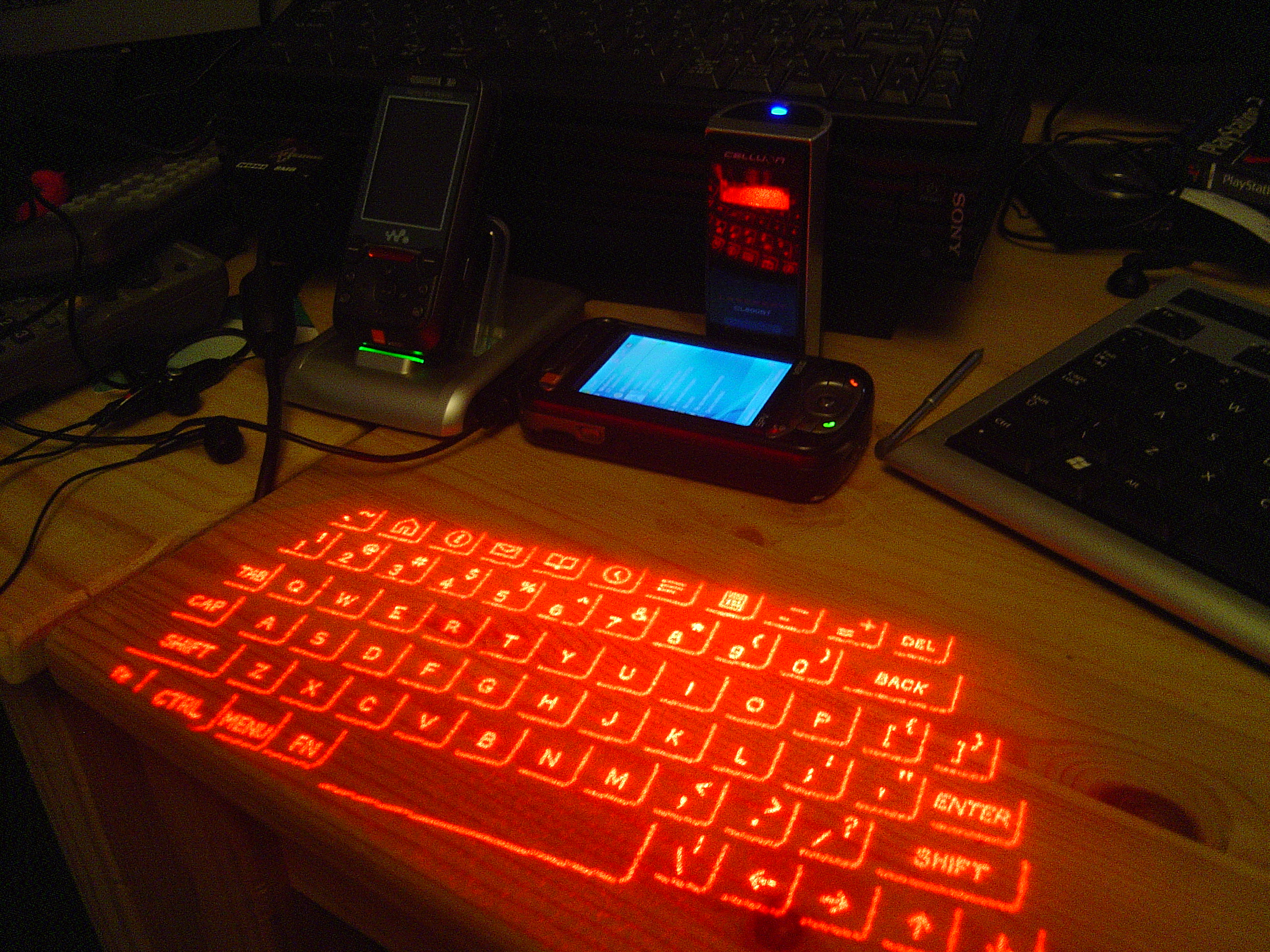
Проєкційна клавіатура

Проєкці́йна клавіату́ра — різновид комп'ютерної клавіатури, що являє собою оптичну проєкцію клавіатури на яку-небудь поверхню, на якій і проводиться дотик віртуальних клавіш. Клавіатура відстежує рухи пальців і переводить їх у натискання клавіш. Більшість розроблених систем може функціонувати також як віртуальна миша і навіть як віртуальна музична клавіатура піаніно. Пропонована до продажу система P-ISM, що реалізує проєкційну клавіатуру в поєднанні з невеликим відеопроєктором, є портативним комп'ютером розміром з друкарську ручку. Головний недолік такої клавіатури - неможливість друку в будь-яких умовах, наприклад на вулиці.

## Принцип роботи
1. Лазер або проєктор проєктує зображення клавіатури на плоску горизонтальну поверхню.
2. Датчик або відеокамера в проєкторі фіксує рухи пальців.
3. Обчислюються координати проведених дій і генеруються сигнали натискання на клавіші.

У деяких системах використовується другий невидимий інфрачервоний промінь.
1. Невидимий інфрачервоний промінь проєктується поверх віртуальної клавіатури.
2. Палець виробляє натискання віртуальної клавіші. Це натискання викликає переривання інфрачервоного променя, і інфрачервоне світло відбивається назад в проєктор.
3. Відбитий інфрачервоний промінь проходить через інфрачервоний фільтр в камері.
4. Камера фіксує кут випроміненого інфрачервоного променя.
5. Сенсор обчислює, в якому місці був перерваний інфрачервоний промінь.
6. Обчислюються координати проведених дій і генеруються сигнали натискання на клавіші.

## Історія
Оптична віртуальна клавіатура була винайдена і запатентована інженерами IBM в 1992 році. За допомогою оптики вона виявляє й аналізує руху людських рук і пальців і інтерпретує їх як операції з фізично неіснуючим пристроєм введення, що являє собою поверхню з намальованими або спроєкційованими клавішами. Такий пристрій дозволяє емулювати необмежену кількість типів ручних засобів введення (миші, клавіатури і т. д.). Усі механічні вузли введення можуть бути замінені таким віртуальним пристроєм, оптимальним для конкретного додатка і для індивідуальних фізіологічних особливостей користувача, забезпечуючи зручність роботи і високу швидкість ручного введення даних.
У 2002 році американська стартап-компанія Canesta розробила проєкційну клавіатуру з використанням своєї власної «електронної технології сприйняття». Потім компанія продала ліцензію на технологію корейської фірмі Celluon.